# Foglalkozásuk: amerikai
A Foglalkozásuk: amerikai (eredeti cím: The Americans) 2013-ban bemutatott amerikai televíziós sorozat, amit az FX kábelcsatorna tűzött műsorára. A hidegháborús kémdráma két,  magát  tipikus amerikai házaspárnak álcázó KGB-ügynök működését mutatja be az 1980-as évek első felében. Alkotója és producere Joe Weisberg, aki korábban a CIA-nál dolgozott. Magyarországon a Cool TV tűzte műsorára, bemutatója 2015. szeptember 3-án volt.

## Szereplők
- Elizabeth Jennings (Nagyezsda) (Keri Russell) negyvenes évei elején járó KGB-ügynök, álcája szerint utazási ügynök. Nagy elhivatottsággal teljesíti küldetéseit, még ha a szovjet érdekek védelme vétlen áldozatokat is követel. Igyekszik ellátni az álcájának megfelelő házastársi és anyai szerepét, de kapcsolata társával és két gyermekükkel nem problémamentes.
- Philip Jennings (Misa) (Matthew Rhys) Elizabeth ügynöktársa és férje. Civilben szintén utazási ügynök. Profin hajtja végre feladatait, azonban lojalitása a Szovjetunió irányába meggyengült. Kevésbé tekint ellenségként az amerikaiakra, emiatt igyekszik a küldetésekkel járó emberáldozatokat minimalizálni. Mit sem sejtő gyermekeivel társánál harmonikusabb viszonyt ápol.
- Paige Jennings (Holly Taylor) Elizabeth és Philip idősebb gyermeke. Átlagos tinédzser lány, aki az évek során egyre többet tud meg szülei valódi munkájáról.
- Henry Jennings (Keidrich Sellati) Elizabeth és Philip fiatalabb gyermeke.
- Stan Beeman (Noah Emmerich) egy FBI-ügynök, aki családjával véletlenül Jenningsék szomszédjába költözik. Munkája elvonja figyelmét a családjáról. Kémelhárítóként a KGB-ügynökök felfedése a célja, azonban nincs tudatában a Jennings-házaspár valódi kilétének. Philippel baráti viszonyt ápol.
- Nyina Szergejevna Krilova (Annet Mahendru) tisztviselő a Szovjet Nagykövetségen. Miután Beeman ügynök beszervezi, az FBI számára kémkedik.

## Epizódok
| Évad | Évad | Epizódok | Eredeti sugárzás  | Eredeti sugárzás  | Eredeti adó | Magyar sugárzás     | Magyar sugárzás    | Magyar adó |
| Évad | Évad | Epizódok | Évadpremier       | Évadfinálé        | Eredeti adó | Évadpremier         | Évadfinálé         | Magyar adó |
| ---- | ---- | -------- | ----------------- | ----------------- | ----------- | ------------------- | ------------------ | ---------- |
|      | 1    | 13       | 2013. január 30.  | 2013. május 1.    | FX          | 2015. szeptember 3. | 2015. november 26. | Cool TV    |
|      | 2    | 13       | 2014. február 26. | 2014. május 21.   | FX          | 2015. december 3.   | 2016. március 10.  | Cool TV    |
|      | 3    | 13       | 2015. január 28.  | 2015. április 22. | FX          | 2016. március 17.   | 2016. június 9.    | Cool TV    |
|      | 4    | 13       | 2016. március 16. | 2016. június 8.   | FX          | 2017. május 11.     | 2017. augusztus 3. | Cool TV    |
|      | 5    | 13       | 2017. március 7.  | 2017. május 30.   | FX          | 2020. augusztus 1.  | 2020. augusztus 1. | FOX+       |
|      | 6    | 10       | 2018. március 28. | 2018. május 30.   | FX          | 2020. augusztus 1.  | 2020. augusztus 1. | FOX+       |

## Érdekességek
- Keri Russel és Matthew Rhys a valóságban is egy párt alkot, közös gyermekük is született.
- Mivel a  készítő, Joseph Weisberg a CIA-nak dolgozott, a sorozathoz készülő összes forgatókönyvet nemzetbiztonsági okból ellenőriztetni kell a titkosszolgálattal.